# Juan María Uriarte Goiricelaya
Juan María Uriarte Goiricelaya (Fruiz, 7 giugno 1933 – Bilbao, 17 febbraio 2024) è stato un vescovo cattolico spagnolo. Durante il conflitto basco, negli anni '90 fu una voce riconosciuta a favore della pace e del dialogo nei Paesi Baschi, nonostante fosse accusato di essere equidistante, e fu mediatore tra il gruppo terroristico Euskadi Ta Askatasuna e il governo spagnolo durante la tregua del 1998 e del 1999.

## Biografia
Juan María Uriarte Goiricelaya nacque a Fruiz il 7 giugno 1933.

### Formazione e ministero sacerdotale
Nel 1963 conseguì la laurea in teologia presso la Pontificia Università di Comillas e nel 1974 la laurea in psicologia presso l'Università Cattolica di Lovanio.
Il 28 luglio 1957 fu ordinato presbitero dal vescovo Pablo Gúrpide Beope per la diocesi di Bilbao. In seguito fu formatore nel seminario minore di Bilbao dal 1957 al 1960, direttore spirituale del seminario maggiore della stessa città dal 1963 al 1970, rettore dello stesso dal 1974 al 1977 e professore di psicologia presso la Pontificia Università di Salamanca e l'Università di Deusto.

### Ministero episcopale
Il 17 settembre 1976 papa Paolo VI lo nominò vescovo ausiliare di Bilbao e titolare di Marazane. Ricevette l'ordinazione episcopale l'11 ottobre successivo per imposizione delle mani del vescovo di Bilbao Antonio Añoveros Ataún, co-consacranti il vescovo di Cordova José María Cirarda Lachiondo e quello di León Luis María de Larrea y Legarreta.
A partire dal 1980, Uriarte condannò pubblicamente in numerose occasioni il terrorismo dell'ETA, facendo appello alla mobilitazione dei partiti politici e delle istituzioni pubbliche.
Il 25 settembre 1978 il vescovo Antonio Añoveros Ataún si dimise per motivi di salute e monsignor Uriarte venne nominato amministratore apostolico. Resse la diocesi fino all'ingresso del nuovo ordinario diocesano, Luis María de Larrea y Legarreta, l'anno successivo.
Nel gennaio del 1991, insieme al vescovo di Bilbao Luis María de Larrea y Legarreta, diffuse la lettera pastorale "Fratelli e amici dei prigionieri", in cui entrambi denunciavano le condizioni "illegali" in cui versavano i detenuti membri dell'ETA, descrivendoli come "prigionieri politici" e affermando che "né la buona volontà né la pura generosità sono sufficienti. I prigionieri hanno bisogno di aiuto ma non di un qualsiasi tipo di aiuto. Chiunque si impegni in questa attività pastorale deve essere dotata di determinate attitudini e acquisire una preparazione basilare e specifica". Quella lettera, che mise a disagio la Chiesa basca, fu ciò che portò al trasferimento di Uriarte a Zamora. Tuttavia, per la sua riconosciuta opera per la pace fu spesso accusato di essere equidistante tra i membri dell'ETA e le autorità. A Zamora, il giovedì santo del 1996, presso la sede ecclesiastica, incontrò il ministro dell'interno Jaime Mayor Oreja. L'appuntamento venne organizzato dal sindaco della città Antonio Vázquez Jiménez. In quell'incontro, il sindaco Oreja e Uriarte rifletterono sul terrorismo dell'ETA.
Il 17 ottobre 1991 papa Giovanni Paolo II lo nominò vescovo di Zamora.
Partecipò alla I assemblea speciale per l'Europa del Sinodo dei vescovi che ebbe luogo nella Città del Vaticano dal 28 novembre al 14 dicembre 1991 sul tema "Siamo testimoni di Cristo che ci ha liberato".
Il governo di José María Aznar lo nominò mediatore presso con l'ETA durante la tregua tra il 16 settembre 1998 e il novembre del 1999. Nel novembre del 1998, Uriarte incontrò Jokin Etxebarria, confidente di fiducia del leader dell'ETA Mikel Albisu Iriarte e, settimane dopo, comunicò all'organizzazione che il Governo spagnolo era disposto a incontrarli in Svizzera, incontro che Uriarte contribuì a preparare. Dopo l'appuntamento, la polizia francese arrestò Etxbarria e l'ETA rifiutò la mediazione di Uriarte, ritenendo che fosse pedinato dalla polizia. Uriarte fu incaricato di rispondere al comunicato con cui l'ETA pose fine alla tregua nel novembre del 1999. Uriarte criticò poi il "massimalismo e l'impazienza" dell'ETA membri e l'"inflessibilità" del Governo spagnolo.
Partecipò come mediatore nei colloqui che il governo di José María Aznar intrattenne e che portarono a quattordici mesi di tregua tra il 1998 e il 1999.
Il 13 gennaio 2000 papa Giovanni Paolo II lo nominò vescovo di San Sebastián. Questa nomina fu interpretata come una soluzione di compromesso tra i sostenitori e i detrattori della linea pastorale del suo predecessore, José María Setién Alberro. Prese possesso della diocesi il 27 febbraio successivo.
Il 9 maggio 2000 celebrò le esequie di José Luis López de Lacalle, ucciso dall'ETA qualche giorno prima. Durante la funzione si rivolse al ministro dell'interno Jaime Mayor Oreja e lo esortò a superare il blocco del processo di pace, chiese un approccio verso i prigionieri dell'ETA, il dialogo con tutte le forze politiche - Batasuna inclusa - e l'adozione di misure di distensione per alleviare la sofferenza dei terroristi detenuti. Per questo discorso i settori lontani dal gruppo terroristico lo paragonarono a Conrad Gröber, detto il "vescovo bruno", in quanto solidale con le camicie brune naziste.
Insieme ai vescovi di Pamplona e Tudela, Bilbao e Vitoria, convocò l'"Incontro di preghiera per la pace" che si svolse ad Armentia nel gennaio del 2001. L'anno successivo, fu uno dei firmatari della lettera pastorale "Preparare la pace", in cui gli ecclesiastici baschi manifestarono la loro preoccupazione per la dichiarazione di illegalità del partito indipendentista basco Batasuna dopo l'approvazione della Legge dei Partiti. In quegli anni promosse anche i contatti tra il Partito Socialista dei Paesi Baschi-Euskadiko Ezkerra e Batasuna per lavorare ad un cessate il fuoco permanente. Nel del 2007 intercedette presso il governo di José Luis Rodríguez Zapatero per mitigare il regime carcerario del membro dell'ETA Iñaki de Juana Chaos.
Il 24 gennaio 2002 partecipò all'incontro di preghiera per la pace ad Assisi che vide la partecipazione di papa Giovanni Paolo II e di numerosi leader religiosi di tutto il mondo.
Quando nel marzo del 2006 l'ETA annunciò il cessate il fuoco, Uriarte propose la volontà della Chiesa di contribuire al processo di pacificazione e invitò a imporre la "speranza per la pace" sul "fatalismo" dopo l'attentato all'aeroporto di Madrid-Barajas del 2006 che pose fine alla tregua.
Monsignor Juan María Uriarte durante i suoi dieci anni di governo pastorale si distinse soprattutto per aver promosso la partecipazione dei laici e dedicò una parte importante del suo ministero alla cura dei sacerdoti, sia nella loro vita spirituale sia nella loro dimensione umana, individuale e collettiva. Diresse numerosi cicli di esercizi spirituali per sacerdoti e seminaristi. Fu anche relatore al congresso europeo delle vocazioni organizzato dal Consiglio delle conferenze dei vescovi d'Europa nel luglio del 2010. Le sue pubblicazioni includono: Ministerio presbiteral y espiritualidad, Servidores y Testigos, Seguidores y Servidores de la Palabra de Dios, Ser sacerdote en la cultura actual, Una espiritualidad sacerdotal para nuestro tiempo e la prefazione del volume El Ser Sacerdotal, che raggruppa gli interventi di un congresso tenutosi nell'aprile nel 2010 presso la Pontificia Università di Comillas.
Il 21 novembre 2009 papa Benedetto XVI accettò la sua rinuncia al governo pastorale della diocesi per raggiunti limiti di età.
Nel 2013 chiese all'ETA di "disarmarsi e sciogliersi" e al governo spagnolo di "addolcire la politica carceraria per evitare che il processo marcisca". Nel 2019 affermò che "la Chiesa basca aveva collaborato all'estinzione dell'ETA". In un'intervista del marzo del 2022 affermò che il conflitto basco sarà chiuso "quando saranno passate le generazioni" e che "le armi hanno taciuto, ma la riconciliazione è più della pace delle armi: comprende la memoria, la verità, la giustizia, il dialogo e il chiedere perdono".
In seno alla Conferenza episcopale spagnola fu membro della commissione per l'insegnamento e la catechesi dal 1978 al 1981, membro della commissione per le università dal 1978 al 1990, membro della commissione per il clero dal 1990 al 1993, presidente della stessa dal 1993 al 1999 e membro del comitato esecutivo dal 1999 al 2002.
Nel 2013 il Partito Nazionalista Basco gli concesse il Premio "Sabino Arana".
L'11 febbraio 2024 fu ricoverato nell'unità di terapia intensiva dell'ospedale universitario "Basurto" di Bilbao per un ictus. Morì il 17 febbraio all'età di 90 anni. Le esequie si tennero il 19 febbraio alle ore 17 nella basilica di Nostra Signora di Begoña a Bilbao e furono presiedute da monsignor Joseba Segura Etxezarraga. Al termine del rito fu sepolto nella tomba di famiglia nel cimitero di Fruiz. Due messe in suffragio si tennero il 20 febbraio alle ore 19 nella cattedrale del Buon Pastore a San Sebastián e il 28 febbraio alle ore 20 nella cattedrale di Cristo Salvatore a Zamora.

## Genealogia episcopale
La genealogia episcopale è:
- Cardinale Scipione Rebiba
- Cardinale Giulio Antonio Santori
- Cardinale Girolamo Bernerio, O.P.
- Arcivescovo Galeazzo Sanvitale
- Cardinale Ludovico Ludovisi
- Cardinale Luigi Caetani
- Cardinale Ulderico Carpegna
- Cardinale Paluzzo Paluzzi Altieri degli Albertoni
- Papa Benedetto XIII
- Papa Benedetto XIV
- Papa Clemente XIII
- Cardinale Marcantonio Colonna
- Cardinale Giacinto Sigismondo Gerdil, B.
- Cardinale Giulio Maria della Somaglia
- Cardinale Carlo Odescalchi, S.I.
- Vescovo Eugène de Mazenod, O.M.I.
- Cardinale Joseph Hippolyte Guibert, O.M.I.
- Cardinale François-Marie-Benjamin Richard de la Vergne
- Cardinale Pietro Gasparri
- Cardinale Gaetano Cicognani
- Cardinale Ángel Herrera Oria
- Vescovo Antonio Añoveros Ataún
- Vescovo Juan María Uriarte Goiricelaya